# Surfing Jazz Quintet
Surfing Jazz Quintet je bila slovenska jazzovska zasedba, ki je delovala v letih 1982–1983. Vodja zasedbe je bil Milko Lazar, kot avtor glasbe, pianist in saksofonist. Ostali člani zasedbe so bili: Boris Mlakar – trobenta in konge, Mladen Delič – kitara, Rastko Zager – bas in Martin Bajde – bobni. V zadnjem obdobju zasedbe je bobne igral Danilo Balog.

## Diskografija
- CD: Waves (1983) - SAZAS RAZACD005